# ویلازیمیوس
ویلازیمیوس (به ایتالیایی: Villasimius) یک کومونه در ایتالیا است که در استان کالیاری واقع شده‌است. ویلازیمیوس ۵۸٫۲ کیلومتر مربع مساحت و ۳٬۶۲۵ نفر جمعیت دارد و ۴۱ متر بالاتر از سطح دریا واقع شده‌است.